# Eduard Losch
Eduard Losch (ur. 1886, zm. ?) – zbrodniarz nazistowski, esesman, członek załogi niemieckiego obozu koncentracyjnego Flossenbürg.
Pełnił służbę we Flossenbürgu od 1943 do kwietnia 1945 jako kierownik komanda więźniarskiego. Zasiadł na ławie oskarżonych w procesie US vs. Friedrich Becker i inni przed amerykańskim Trybunałem Wojskowym w Dachau. Losch skazany został na 20 lat pozbawienia wolności za wielokrotne bicie podległych mu więźniów. Niektórych z nich skatował tak poważnie, iż zabierano ich następnie do szpitala obozowego.